# Эль Каруи, Николь
Николь Эль Каруи (фр. Nicole El Karoui, родилась 29 мая 1944 года в Париже) — французский математик и новатор в области развития финансовой математики. Она считается одним из самых деятельных математиков, которые начали интенсивно продвигать финансовую математику во Франции и обучили этой дисциплине многих инженеров и учёных.
В частности, курсы, которые она проводит, считаются наиболее престижными в этой области. На данный момент она является профессором прикладной математики в Университете Пьера и Марии Кюри, ранее она занимала эту должность в Политехнической школе. Её исследования посвящены применению вероятностного метода и стохастических дифференциальных уравнений в моделировании финансового рынка и управлении рисками.

## Преподавание
Репутация курсов профессора Эль Каруи настолько высока, что Wall Street Journal высказывает следующее мнение: наверное, слишком много её учеников занимают высокие позиции, подразумевающие владение производными финансовыми инструментами. Она, Марк Йор и Жиль Пажес руководили курсом повышенной подготовки по программе «Вероятность и финансы», который проводится совместно Политехнической школой и Университетом Пьера и Марии Кюри (Париж 6). Эта программа, обычно называемая «DEA El Karoui», является одной из наиболее престижных программ по количественным финансам в мире и самой престижной во Франции. Её проходит 60-70 слушателей в год, большинство из них — из Высших школ и университетов Франции.
Её ученики высоко котируются в области количественных финансов. Каждый год почти все инвестиционные банки Лондона и Парижа проводят презентации и берут на работу многих учащихся из её группы. В интервью для Wall Street Journal знаменитый математик Рама Конт называет диплом с именем Николь Эль Каруи «волшебным словом, открывающим двери для молодёжи».

## Семья
Муж — профессор исламской правовой антропологии в Сорбонне, тунисского происхождения, в их семье 5 детей.

## Награды
Профессор Эль Каруи является кавалером ордена Почётного Легиона, высшей награды во Франции.

## Избранные публикации
- Changes of Numeraire, Changes of Probability Measure and Option Pricing, with Hélyette Geman[англ.], Jean-Charles Rochet. Journal of Applied Probability, Vol. 32, No. 2 (Jun., 1995), pp. 443—458
- Dynamic Pricing and Hedging of Derivatives: Stochastic and Numerical Methods, ISBN 978-1-4398-0317-2
- Constrained optimization with respect to stochastic dominance: applications to portfolio insurance. (with S. Hamadene)[10]